# 紺野沙織
紺野 沙織（こんの さおり、1978年9月17日 - ）は、日本のAV女優。

## 略歴
- 1998年から2000年頃に、多数の企画系アダルトビデオに出演した。
- 引退後2003年に復帰、2004年まで新作が発売、以降は再引退。
- 2009年に出演作が発売され、再び活動を開始した。

## 作品

### アダルトビデオ
引退前
- 女学生の園 6（1998年9月30日、宇宙企画（メディアステーション））
- 聖水露出 紺野沙織（1999年7月15日、ネクストイレブン）
- 海岸通りで見つけためちゃイケてる娘（1999年9月12日、V&R）
- 最後の聖水露出 沙織とSHOKO（2000年3月15日、ネクストイレブン）共演:SHOKO
- 裸の季節（2000年3月30日、マックス・エー）他出演:池野瞳
- インモラル天使 42（2000年4月24日、シネマジック）
- Happy Date どっかいこっ!（2000年6月1日、ワンズファクトリー）
- 変身るわよ vol.4（2000年9月1日、ワンズファクトリー）
- ときめき女子高生2（2000年9月5日、ディープス）
- 裸の季節メモリアル（2000年9月14日、マックス・エー）他出演:清原京子、竹野内歩、立花結、桜井さやか
- 喪服奴隷XIX（2000年9月29日、シネマジック）他出演:池野瞳
- 潮噴き倶楽部（2000年11月17日、トライハート）他出演:森本みう、深井藍、沢山涼子、小泉亜美
- 紺野沙織の野外レイプ（2000年12月15日、ネクストイレブン）他出演:河合理沙
- 恥まみれ vol.12（2001年4月6日、ワンズファクトリー）
- 人気者で抜こう!!（2001年5月24日、KUKI）他出演:うさみ恭香、長瀬愛、沢口ケイ
- 徹底攻略（2001年8月10日、ワンズファクトリー）

以下、発売日不明
- FACE 15（アウダースジャパン）
- 恥ずかしいコト。 Vol.5（アウダースジャパン）
- NURECCO 2（桃太郎映像）
- Street News Club 9
- ヌード
- 誘惑巨乳 VOL.8
- CUTIE
- ヤリ狂い4痴態
- 野外リアル露出 女子校生編 14
- いたずら 3
- いたずら 7
- THE家庭教師Ⅰ ノンフィクション  (Golden Candy)
- 第5回 ボクにもできる!潮噴き講座

復帰後
- 過激☆プレイMAX復活! 紺野沙織
- 憧れの超高級ソープランド（2003年6月8日、宇宙企画）共演:朝河蘭、楠木さやか
- 超高級会員制クラブ（2003年7月8日、宇宙企画）共演:楠木さやか、上条えりか
- 堕落 其ノ3
- 人妻スナイパー
- 僕の子猫ちゃん My Pussy Cat（2003年6月1日、ゴーゴーズ）
- 復活!!浣腸旅行 3（2003年9月5日、ディープス）
- こんなSEXしてみたかった 4時間SPECIAL（2003年10月10日、ゴーゴーズ）他出演:藤森かおり、上条えりか、楠木さやか、望月るあ、麻生輪、滝沢弘美、京野真里奈、桜井ルル
- もしも、紺野沙織が人妻だったら…。（2003年11月7日、ワープエンタテインメント）

以下、発売日不明
- まる・シー（HINKO）
- レズビアンストーリー 05 情熱（アウダースジャパン）共演:YUMEKA、羽鳥愛海

再復帰後
- 人妻聖水露出（2009年7月15日、スターパラダイス）
- 紺野沙織 緊縛・脱糞（2009年11月7日、アタッカーズ）
- 僕の天使（2010年1月6日、ロイヤルアート）共演:長瀬愛
- 恥悦浣腸マゾ（2010年1月25日、アートビデオ）
- 夫の目の前で犯されて - 紺野沙織 強姦マッサージ（2010年5月7日、アタッカーズ）

### イメージビデオ
- ラッキークレープ3号（英知出版）

### オリジナルビデオ
- スチューワーデス物語 淫らな肉体返済
- 女修道院 バイブ折檻
- 重役秘書 役員室での情事

## ゲーム
- 脅迫～終わらない明日～実写版（2000年7月21日、アリスJAPAN）共演:奥田唯、星川未来、池野瞳、瑞紀早姫、葉月ありさ、織原美憂、深井藍

## 書籍

### 写真集
- Best Friend―紺野沙織×麻木菫写真集（2000年1月、宙出版、高橋生建）